# エイムンドのサガ
エイムンドのサガ (Eymundar þáttr hrings) は、北欧に伝わる伝説のサガ（物語）。中世アイスランドの写本「フラート島本」に『Eymundar þáttr hrings 』として収められているものと、『ユングヴァルのサガ (Yngvars saga víðförla) 』の序章として残されているものの2版が知られている。内容はキエフ・ルーシのヤロスラフ賢公と結んだヴァリャーグの冒険譚である。
なお『Eymundar þáttr hrings 』では主人公エイムンドはノルウェー人であるが、『ユングヴァルのサガ』ではスウェーデン人であるという違いがある。

## 参照リンク
- （古ノルド語）『Yngvars saga víðförla』
- （英語）A translation by Tunstall of Yngvars saga víðförla-1
- （英語）A translation by Tunstall of Yngvars saga víðförla-2
- （ロシア語）A russian translation by Óssip Yulián Ivánovich Syenkóvskiy
- Larsson, Mats G. (2005). Minnet av vikingatiden : de isländska kungasagorna och deras värld. ISBN 91-7353-065-4
- Pritsak, Omeljan. (1981). The origin of Rus'. Cambridge, Mass.: Distributed by Harvard University Press for the Harvard Ukrainian Research Institute. ISBN 0-674-64465-4